# Italiano medio (album)
Italiano medio è il settimo album in studio del gruppo musicale italiano Articolo 31, pubblicato nel 2003.

## Descrizione
Il disco prosegue la formula musicale ibrida del precedente Domani smetto, con suoni più pop, pur mantenendo le rime accattivanti e graffianti di J-Ax.

## Tracce
1. Prima qualità – 1:54
2. Bestie mutanti – 3:41
3. La mia ragazza mena – 3:15
4. La canzone del dito – 3:15
5. Senza dubbio – 4:01
6. La nuova stella del pop (numero 1 in Italia) – 3:40
7. A pugni col mondo – 3:55
8. Caravita – 2:52
9. I consigli di un pirla – 3:35
10. 1972 – 2:54
11. Manate – 2:04
12. Cara mia ex – 4:11
13. L'italiano medio – 3:52
14. Sputate al re – 3:22
15. La finestra – 5:46
16. Commodore 64 vs. PC – 11:35

- In realtà Commodore 64 vs. PC dura 2:35. Seguono 5 minuti di silenzio fino a quando come traccia fantasma si può ascoltare un brano strumentale.

Traccia bonus nell'edizione originale
1. Il mio viaggio - 3:59

## Formazione
Gruppo
- J-Ax - voce
- DJ Jad - scratch, voce

Altri musicisti
- Franco Godi - chitarra
- Fausto Cogliati - chitarra
- Francesco Bottai - chitarra
- Paolo Costa - basso
- Elio Rivagli - batteria
- Fabio Treves - armonica
- Bruno De Filippi - armonica

## Classifiche

### Classifiche settimanali
| Classifica (2003) | Posizione massima |
| ----------------- | ----------------- |
| Italia            | 3                 |

### Classifiche di fine anno
| Classifica (2003) | Posizione |
| ----------------- | --------- |
| Italia            | 46        |
| Classifica (2004) | Posizione |
| Italia            | 36        |